# Ноноава (муниципалитет)
Ноноава (исп. Nonoava) — муниципалитет в Мексике, штат Чиуауа с административным центром в одноимённом посёлке. Численность населения, по данным переписи 2010 года, составила 2849 человек.

## Общие сведения
Название Nonoava дано в честь протекающей здесь одноимённой реки.
Площадь муниципалитета равна 2001 км², что составляет 0,81 % от общей площади штата, а наивысшая точка — 2221 метр, расположена в поселении Меса-Бланка.
Он граничит с другими муниципалитетами штата Чиуауа: на севере с Сан-Франсиско-де-Борхой, на северо-востоке с Сатево, на юго-востоке с Росарио, на юге с Бальесой, на западе с Гуачочи, и на северо-западе с Каричи.

## Учреждение и состав
Муниципалитет был образован в 1820 году, в его состав входит 42 населённых пункта, самые крупные из которых:
| Код INEGI                  | Населённый пункт                                                                  | Численность населения (2005 год) | Численность населения (2010 год) |
| -------------------------- | --------------------------------------------------------------------------------- | -------------------------------- | -------------------------------- |
| 049                        | Всего                                                                             | 2810                             | 2849                             |
| 0001                       | Ноноава (исп. Nonoava) 27°28′15″ с. ш. 106°44′04″ з. д. (административный центр)  | 1209                             | 1272                             |
| 0025                       | Эль-Терреро (исп. El Terrero) 27°27′22″ с. ш. 106°41′56″ з. д.                    | 388                              | 374                              |
| 0011                       | Умариса (исп. Humariza) 27°15′42″ с. ш. 106°46′04″ з. д.                          | 289                              | 323                              |
| 0012                       | Ла-Хунта-де-лос-Риос (исп. La Junta de los Ríos) 27°30′20″ с. ш. 106°45′54″ з. д. | 190                              | 160                              |
| 0030                       | Ла-Пуэрта (исп. La Puerta) 27°26′50″ с. ш. 106°41′48″ з. д.                       | 86                               | 98                               |
| 0022                       | Рио-Гранде (исп. Río Grande) 27°31′05″ с. ш. 106°45′24″ з. д.                     | 85                               | 90                               |
| —                          | Прочие                                                                            | 563                              | 532                              |
| Названия на карте Генштаба |                                                                                   |                                  |                                  |

## Экономика
По статистическим данным 2000 года, работоспособное население занято по секторам экономики в следующих пропорциях:
- сельское хозяйство и рыболовство — 49,7 %;
- торговля, сферы услуг и туризма — 26,5 %;
- производство и строительство — 20,8 %;
- безработные — 3 %.

## Инфраструктура
По статистическим данным 2010 года, инфраструктура развита следующим образом:
- электрификация: 74,7 %;
- водоснабжение: 90,9 %;
- водоотведение: 66,3 %.

## Достопримечательности
В муниципалитете находится несколько исторических архитектурных объектов:
- церковь Богоматери Монсеррат, построенная в XVII веке в муниципальном центре;
- часовня святого Игнасио, построенная в XVIII веке в поселении Умариса.

## Фотографии
- Мосты через реку Ноноава
- Отель Кавернас-Рисочи в горе
- Пейзаж рядом с Лас-Куэвасом